# Maciej Jakubowski
Maciej Leon Jakubowski (* 2. März 1837 in Krakau; † 14. Dezember 1915 ebendort) war ein polnischer Kinderarzt, Rektor der Jagiellonen-Universität und Ehrenbürger von Krakau.

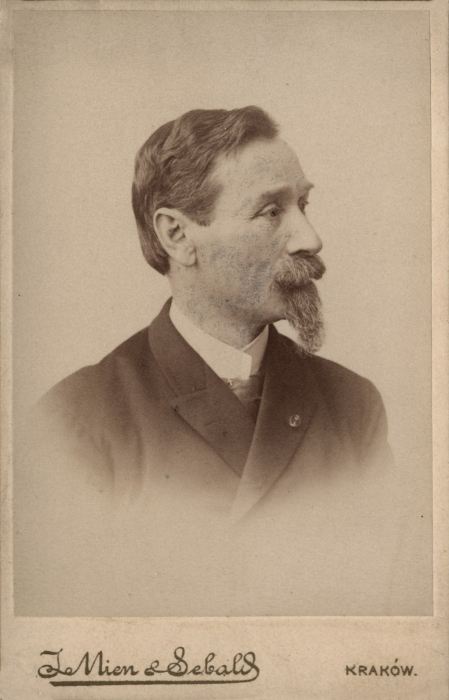
Maciej Jakubowski

## Leben
Maciej Leon Jakubowski war das sechste Kind des Senatsbeamten der Freien Stadt Krakau, Ludwik Jakubowski und Balbina, geb. Żelkowska. Der Großvater Maciej Topór Jakubowski (1747–1825) war Arzt, sein Onkel Jakub Józef Jakubowski Professor an der Medizinischen Fakultät der Jagiellonen-Universität und nach dem frühzeitigen Tod des Vaters Maciejs gesetzlicher Vormund. Im Jahr 1855 legte er sein Abitur am St.-Anna-Gymnasium ab, am 25. Juni 1861 erwarb er den Titel eines Doktors der Medizin an der Medizinischen Fakultät der Jagiellonen-Universität. Mit Hilfe seines Onkels konnte er in den großen Kinderkliniken von Wien, Prag und Paris hospitieren. An der Kinderklinik in Prag schrieb er seine erste Arbeit über Atemwegserkrankungen bei Säuglingen. Er war der erste Arzt in Polen überhaupt, der sich für das Fach Kinderheilkunde habilitierte, 1864 mit einer Arbeit über Verdauungsstörungen bei Säuglingen. In demselben Jahr war er Mitbegründer der ersten Kinderklinik in Polen an der Jagiellonen-Universität.
Von 1873 bis 1873 lehrte er als a.o. Professor, erst 1895 wurde er ordentlicher Professor, was eine Besonderheit darstellte, da es in der österreichisch-ungarischen Monarchie, zu der Krakau gehörte, keine ordentlichen Lehrstühle für Kinderheilkunde gab. 1889 war er Dekan der Medizinischen Fakultät, und im akademischen Jahr 1900–1901 Rektor der Jagiellonen-Universität. Er war Mitbegründer und Präsident der Krakauer Medizinischen Gesellschaft und Mitglied der Krakauer Wissenschaftlichen Gesellschaft.
Von 1875 bis 1887 war er Ratsmitglied der Stadt Krakau. Seit dem 6. Februar 1908 ist er Ehrenbürger von Krakau.
1872 gründete er mit Hilfe von Marcelina Czartoryska die Gesellschaft für Kinderkrankenpflege in Krakau, 1876 mit Hilfe der dieser Gesellschaft das St.-Ludwigs-Kinderkrankenhaus in der Strzelecka-Straße 2 und zwei Jahre später, 1878, dessen Zweigstelle in Rabka unter dem Namen St.-Josephs-Krankenkolonie.
Er war einer der ersten Kliniker in Europa, der 1894 die Serotherapie bei Diphtherie einführte und populär machte. Er war ein Verfechter der Präventivmedizin und der balneologischen Behandlung von Kindern. Er gilt als Begründer der polnischen pädiatrischen Schule und war Mitarbeiter von „Przegląd Lekarski“ (Medizinische Zeitschrift), der ältesten medizinischen Fachzeitschrift in polnischer Sprache, die seit 1862 in Krakau erscheint, sowie Autor von mehr als 20 wissenschaftlichen Abhandlungen.
Er war verheiratet mit Józefa, geb. Helcl (gest. 1879). Er starb kinderlos an den Folgen einer Krebserkrankung. Er wurde auf dem Friedhof Rakowicki (Al. Główna-Friedhof – zwischen den Wegen 43 und 45) beigesetzt.

## Auszeichnungen
- Komturkreuz des Ordens der Polonia Restituta (postum, 11. November 1936)
- Orden der Eisernen Krone (Österreich-Ungarn)

## Schriften
- 150 lat Katedry i Kliniki Pedriatrycznej Uniwersytetu Jagiellońskiego, wyd. Kraków 2015, S. 13–26.
- Jerzy Armata, Maciej Jakubowski [w:] Słownik biograficzny zasłużonych pediatrów, Warszawa 1985.
- Maria Olszowska, Elfryda Trybowska, Słownik Biograficzny Rabki, wyd. Kraków-Rabka 2007.
- Encyklopedia Krakowa, wyd. PWN, Kraków 2000.